# Hetty Broedelet-Henkes

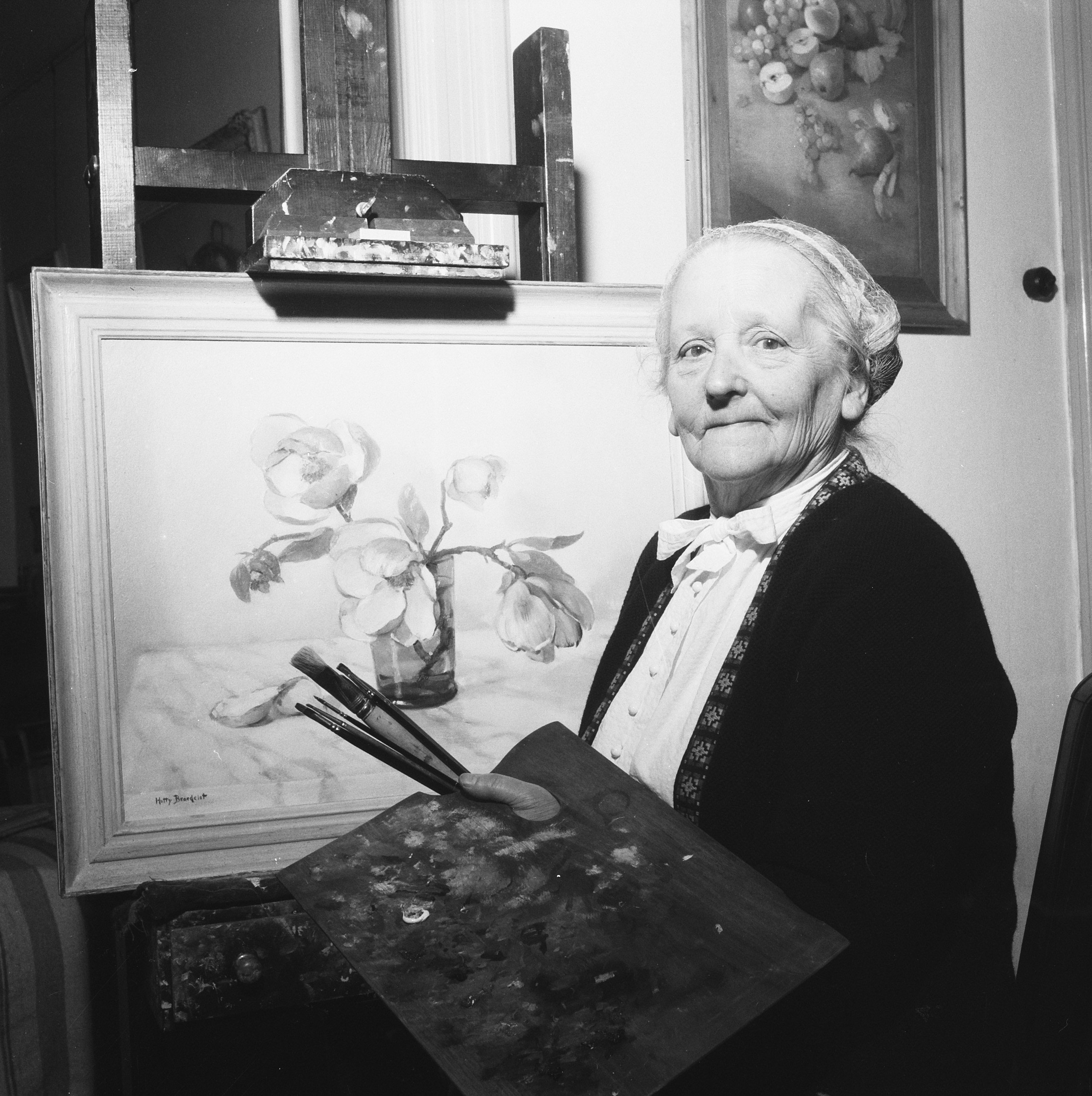
Hetty broedelet-Henkes

Hetty Broedelet-Henkes (1878–1949) foi uma pintora holandesa conhecida pelas suas naturezas-mortas.

## Biografia
Broedelet-Henkes, nome de baptismo Henkes, nasceu no dia 18 de janeiro de 1877, em Delfshaven. Ela estudou na Akademie van beeldende kunsten (Den Haag) (Real Academia de Artes, Haia). Ela foi membro do Pulchri Studio e Schilderessenvereniging Odis (Haia). Ela foi casada com o artista André Broedelet (1872-1936). O trabalho de Broedelet-Henkes foi incluído na exposição e venda de 1939 Onze Kunst van Heden (A Nossa Arte de Hoje) no Rijksmuseum, em Amsterdão. Broedelet-Henkes faleceu no dia 2 de janeiro de 1966, em Deventer.